# Пугачёвская (Волгоградская область)
Пугачёвская — станица в Котельниковском районе Волгоградской области, центр Пугачёвского сельского поселения. Бывшая казачья станица Войска Донского Зимовейская.
Родина казацкого атамана Емельяна Пугачёва и, предположительно, Степана Разина.

## История
Первое упоминание о казачьем городке Зимовейко встречается в 1672 году. Городок был расположен на правом берегу среднего течения Дона, в Зимовной луке. В некоторых источниках станица упоминается как малороссийская.
После казни Пугачёва в 1775 году его дом сожгли, станица была перенесена на 2 км южнее и получила название Потёмкинская. Станица относилась ко Второму Донскому округу Земли Войска Донского (с 1870 года — Область Войска Донского).
В 1859 году в станице Потёмкинской имелись 350 дворов, православная церковь, приходское училище, проживало 1314 души мужского и 1144 женского пола.
Согласно данным первой Всероссийской переписи населения 1897 года в станице проживало 1495 душ мужского и 1600 женского пола. В станичный юрт также входило 20 хуторов. Общая численность населения юрта составляла более 9 000 человек.
Согласно алфавитному списку населенных мест области войска Донского 1915 года в станице Потёмкинской проживало 1508 мужчины и 1503 женщины, имелись станичное и хуторское правления, двухклассное училище, 2 школы, ветеринар, церковь, кредитное товарищество, почтовое отделение, земский приемный покой, земельный надел станицы составлял 99018 десятин.
В 1921 году в составе Второго Донского округа станица включена в состав Царицынской губернии.
С 1928 года — в составе Котельниковского района Сталинградского округа (округ ликвидирован в 1930 году) Нижневолжского края (с 1934 года — Сталинградский край). 
Станица Потёмкинская являлась центром Потёмкинского сельсовета.
В 1935 году Потёмкинский сельсовет включён в состав Верхне-Курмоярского района Сталинградского края (с 1936 года — Сталинградской области).
С августа по декабрь 1942 года станица, как и другие населённые пункты района, была оккупирована нацистами.
В 1950 году в связи с упразднением Верхне-Курмоярского района Потёмкинский сельсовет вновь передан в состав Котельниковского района.
В 1951 году при создании Цимлянского водохранилища перенесена на его левый берег.
Решением облисполкома от 09 июля 1953 года № 24/1600 Потёмкинский и Генераловский сельсоветы были объединены в один — Генераловский, с центром — хутор Генераловский.
Решением Волгоградского облисполкома от 16 августа 1973 года № 20/861 за счет разукрупнения Генераловского сельского Совета был образован Пугачёвский сельсовет, центр — станица Пугачёвская. Дата переименования станицы не установлена

## Физико-географическая характеристика
До заполнения Цимлянского водохранилища станица располагалась на правом берегу реки Дон, чуть ниже устья реки Аксай Есауловский. В настоящее время перенесённая станица расположена на крайнем северо-западе Котельниковского района, на восточном берегу Цимлянского водохранилища, между посёлком Приморский и хутором Генераловский, на высоте около 40 метров над уровнем моря. Рельеф местности равнинный, имеет незначительный уклон к северу. Почвы каштановые солонцеватые и солончаковые.
По автомобильным дорогам расстояние до областного центра города Волгограда (до центра города) составляет 190 км, до районного центра города Котельниково — 49 км. Ближайшая железнодорожная станция Жутово железнодорожной ветки Волгоград—Тихорецкая Волгоградского региона Приволжской железной дороги расположена в 40 км к востоку от хутора в рабочем посёлке Октябрьский.
Климат
Климат континентальный, засушливый, с жарким летом и относительно холодной и малоснежной зимой (согласно классификации климатов Кёппена — Dfa). Среднегодовая температура воздуха положительная и составляет + 8,9 °C. Средняя температура самого холодного месяца – января −6,1 °С, самого жаркого месяца – июля +24,0 °С. Многолетняя норма осадков — 384 мм. В течение года количество осадков распределено относительно равномерно: наименьшее количество осадков выпадает в феврале-марте и октябре (по 25 мм), наибольшее количество — в июне и декабре (по 40 мм).
Часовой пояс
Пугачёвская, как и вся Волгоградская область, находится в часовой зоне МСК (московское время). Смещение применяемого времени относительно UTC составляет +3:00.

## Население
Динамика численности населения
| 1859 | 1873 | 1897 | 1915 | 2002 |
| ---- | ---- | ---- | ---- | ---- |
| 2458 | 2536 | 3095 | 3012 | 629  |

| 2010 |
| ---- |
| 654  |

## Известные уроженцы
- Разин, Степан Тимофеевич (ок. 1630—1671) — предводитель восстания 1670—1671 годов[источник не указан 3771 день]
- Пугачёв, Емельян Иванович (1742—1775) — предводитель Крестьянской войны 1773—1775 годов в России
- Генералов, Анатолий Михайлович[бел.] (1923—2007)— белорусский певец (баритон). Народный артист БССР
- Генералов, Василий Денисович (1867—1887) — русский революционер-народоволец